# Abdoulaye Sessouma
Abdoulaye Sessouma est un coureur cycliste ivoirien.

## Palmarès
- 2001
  - Trophée Colonel Oulé[1]

- 2002
  - Tour de l'Est International[2]

- 2005
  -  Champion de Côte d'Ivoire sur route
  - Tour de l'Est International
  - 9e étape du Tour de l'Or Blanc